# Caerostris darwini
Caerostris darwini – gatunek pająka z rodziny krzyżakowatych (Araneidae) występującego na Madagaskarze. Przędzie bardzo wytrzymałe nici, z których buduje duże sieci.

## Budowa i systematyka

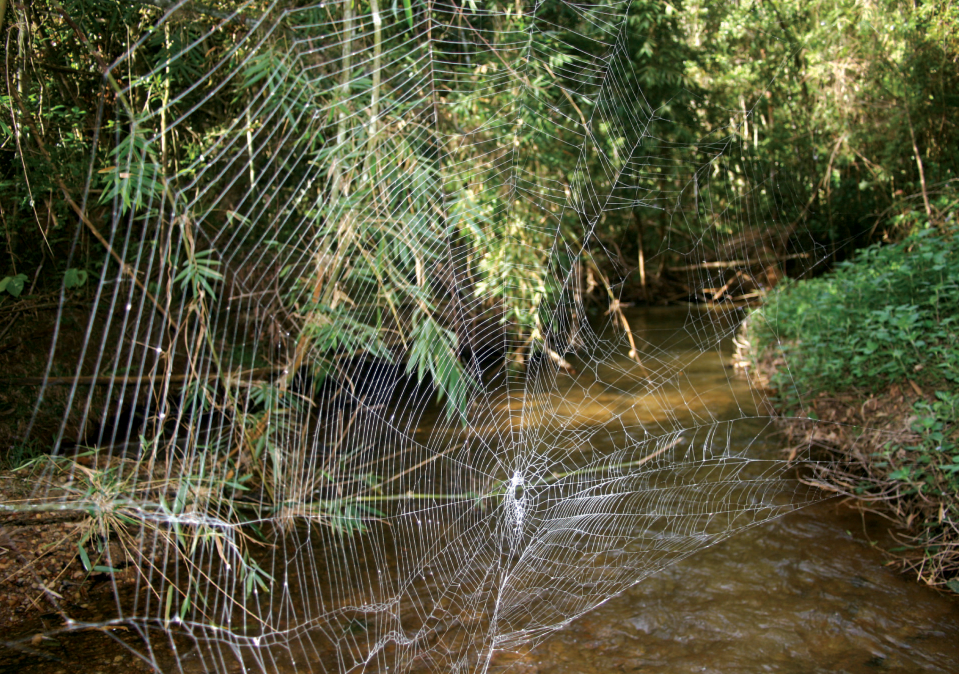
Sieć C. darwini

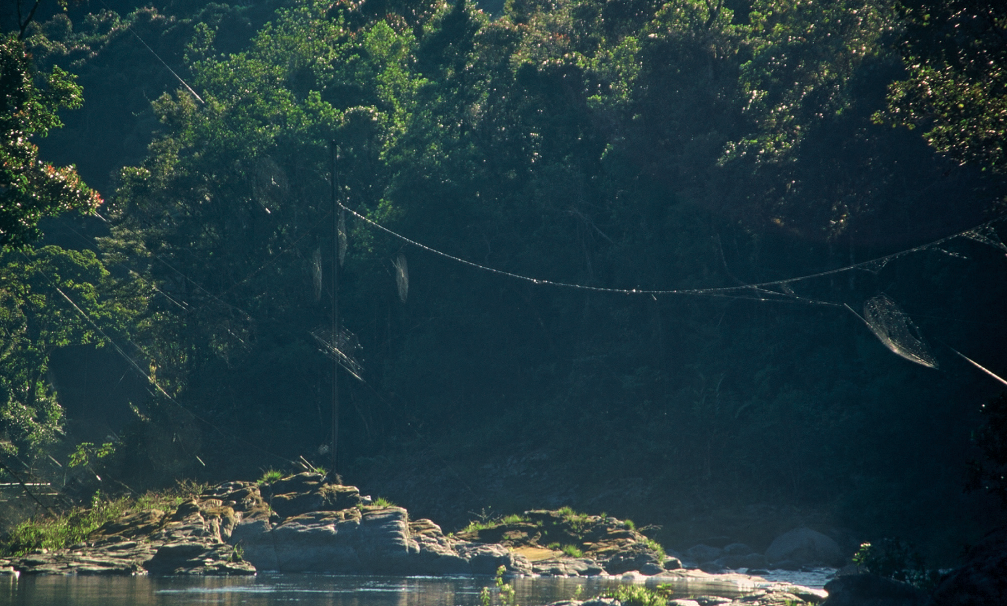
Kilka sieci rozpiętych nad rzeką. Najdłuższe nici mają ponad 10 m długości

Ogólną budową C. darwini przypomina niektóre inne gatunki z rodzaju Caerostris: C. vicina, C. sexcuspidata i C. extrusa. Samice różnią się od samic innych Caerostris z tropikalnej Afryki budową płytki płciowej, a samce – budową narządów kopulacyjnych. Samice są znacznie większe od samców: osiągają długość do 22 mm, podczas gdy samce mierzą ok. 6 mm. Spodnia strona ciała jest czarna u samic i czerwona lub brązowa u samców, u obu płci głowotułów, odwłok i odnóża (u samców tylko ich dystalne części) białawe ze względu na zabarwienie szczecinek. Uda samców jaskrawo czerwone i nagie.
Według analizy filogenetycznej przeprowadzonej przez Gregoriča i współpracowników (2015) C. darwini znajduje się w trychotomii z C. mitrana oraz kladem obejmującym wszystkie pozostałe Caerostris z wyjątkiem C. sumatrana.

## Biologia i ekologia
Pająki z rodzaju Caerostris najczęściej spędzają dzień na gałęziach drzew, a tylko nocą schodzą i czają na sieci, natomiast C. darwini całą dobę spędzają w sieci, którą budują nad wodą. Żywią się przeważnie stosunkowo niewielkimi owadami, takimi jak chrząszcze, pszczoły i ważki. Obserwowano też kilkadziesiąt jętek schwytanych w sieć, krępowanych nicią po kilka osobników, a następnie zjadanych. Nie zaobserwowano schwytanych w sieć kręgowców; Gregorič i współpracownicy (2011) spekulują, że masowe pojawy owadów wodnych mogą być dla pająków analogiczne do pojedynczego schwytania dużej zdobyczy. Wiele zdobyczy pająków stanowiło obiekt kleptopasożytnictwa ze strony różnych gatunków muchówek, a niekiedy również niektórych pająków z grupy Argyrodinae należącej do omatnikowatych. C. darwini najpierw kąsa swoją ofiarę, a następnie owija ją nićmi.
Prawdopodobnie koewolucja cech behawioralnych, ekologicznych i biomateriałowych umożliwiła C. darwini zajęcie wyjątkowej wśród pająków niszy ekologicznej.
Samica kopuluje z dużą liczbą samców dla uzyskania genetycznie zróżnicowanego potomstwa. Budowa kokonu C. darwini różni się od występującej u innych krzyżakowatych – kształtem przypomina on hantle. Jest przymocowywany do liści z dala od wody, jednak w pobliżu miejsca przyczepu nici do podłoża.

### Nici przędne i sieć

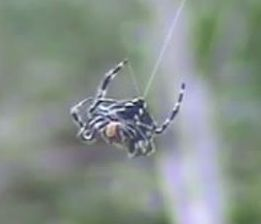
Samica Caerostris darwini (widok od strony brzusznej) przędąca nić

Sieć C. darwini nie różni się kształtem od sieci budowanych przez inne krzyżakowate. Jest od nich jednak znacznie większa – ich powierzchnia waha się od 1900 do 28 000 cm2, co czyni z C. darwini pająka budującego największe sieci na świecie. Pomosty z nici, rozpinane nad rzekami lub jeziorami, mogą osiągać nawet 25 m długości. Zerwaniu sieci zapobiega bardzo duża wytrzymałość nici – nie ulegają one zerwaniu przy energii 350 MJ/m3, a niektóre próbki wytrzymują nawet 520 MJ/m3. Nici C. darwini cechują się dwukrotnie większą wytrzymałością niż którakolwiek z pozostałych znanych nici przędnych i dziesięciokrotnie większą niż Kevlar, są też najwytrzymalszym znanym biomateriałem. Umożliwiają C. darwini dostęp do siedlisk i pożywienia, z którego inne pająki nie mogą korzystać. Prawdopodobnie zdolność do przędzenia tak wytrzymałych nici wyewoluowała u Caerostris, gdy zaczęły one zasiedlać nadwodne siedliska. Nici C. darwini cechują się także dużą zdolnością do tłumienia drgań, szczególnie widoczną podczas wielokrotnych naciągnięć.
Sekwencja zachowań występujących u C. darwini przy tworzeniu sieci jest unikatowa, niektóre z nich występują tylko u tego gatunku. Pająki wypuszczają z kądziołków przędnych duże ilości przędzy, która, zwiewana przez wiatr, przyczepia się po drugiej stronie zbiornika wodnego, tworząc pomost. Obszar łowny sieci budują poniżej pomostu, co odróżnia je od innych pająków sieciowych, u których pomost wchodzi w skład obszaru łownego. Promienie w dolnej części sieci są pojedyncze, a w górnej podwojone – występowanie dwóch rodzajów promieni w jednej sieci także odróżnia C. darwini od innych pająków.

## Historia odkryć
Caerostris darwini został opisany w 2010 roku przez Matjaža Kuntnera i Ingiego Agnarssona. Wstępny opis gatunku przygotowano 24 listopada 2009 roku, w sto pięćdziesiątą rocznicę wydania książki O powstawaniu gatunków Karola Darwina, którego honoruje epitet gatunkowy (na 2009 rok przypadała także dwusetna rocznica jego narodzin).
Holotypem jest samiec, a paratypami samiec i samica przechowywane w Muzeum Historii Naturalnej w Waszyngtonie.